# Lunca (okręg Jassy)
Lunca – wieś w Rumunii, w okręgu Jassy, w gminie Grajduri. W 2011 roku liczyła 92 mieszkańców.